# 二亚苄基丙酮
二亚苄基丙酮或称为二苯乙烯基丙酮，也称为二苄叉丙酮，通常简写为dba，是一种具有分子式C17H14O的有机化合物。它是一种不溶于水但溶于乙醇的亮黄色固体。二亚苄基丙酮用于防曬油的添加剂，且作为有机金属化学中的常用配体，如化合物三(二亚苄基丙酮)二钯。

## 制备
该化合物可以在实验室中通过苯甲醛与丙酮在氢氧化钠的乙醇/水条件下，发生羟醛缩合反应制备。制备得到的产物为反式，反式异构体，熔点为110–111 °C。
该反应通常作为实验室实验参与有机化学的教学，这个转化过程通过了中间体亚苄基丙酮。
长期的暴露在阳光下，该化合物会发生[2+2]的环加成反应，形成含有四个环丁烷异构体的混合物。